# Gatineau
Gatineau (franskt uttal: gatino, gatino) är en stad i södra delen av den kanadensiska provinsen Québec, på Ottawaflodens norra strand och mittemot Kanadas huvudstad Ottawa. Ottawa och Gatineau bildar tillsammans Kanadas huvudstadsregion och betraktas vanligen som ett enda storstadsområde.
Flera federala och provinsiella myndighetsbyggnader är placerade i Gatineau, vilket beror på närheten till huvudstaden Ottawa och Gatineaus roll som huvudort i regionen Outaouais. Kanadas regering har beslutat att de arbetstillfällen man kan erbjuda ska fördelas lika på båda sidor om floden. Detta har gjort att flera stora kontorsbyggnader byggdes i Gatineau, bland annat Place du Portage och Terrasses de la Chaudière i Hulls gamla stadskärna.

## Geografi

### Natur
I Gatineau finns många parker varav några, som Parc du lac Beauchamp, utgörs av relativt orörd natur som förlorar sig i det omgivande landskapets skogar och fält. Vattendrag av varierande storlek genomkorsar dessa grönområden.
Större delen av staden ligger på en plan yta, men de nordliga och östliga delarna hittar upp på Kanadensiska sköldens södra kant, Collines de Gatineau (engelska: Gatineau Hills).

### Stadsdelar
Gatineau är indelat i fem huvuddelar (secteurs) som motsvarar kommunindelningen i området under 1980- och 1990-talen. Dessa är från väster till öster Aylmer, Hull (som är den mest centrala delen och har längst historia), Gatineau (som har flest invånare), Masson-Angers och Buckingham.

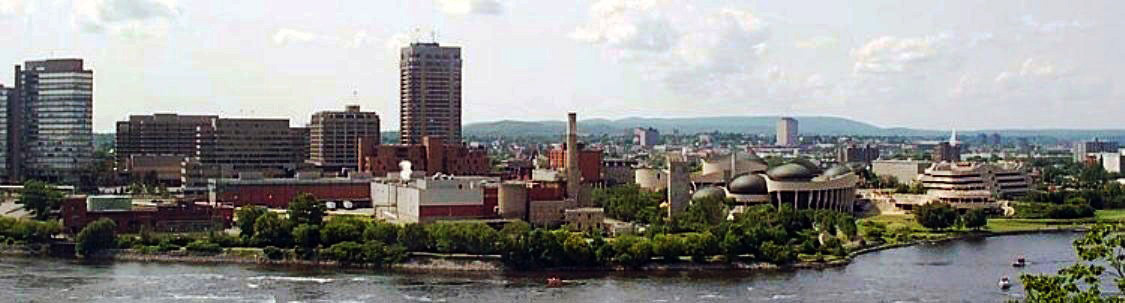
Panorama över Hull med Ottawafloden i förgrunden, Musée canadien de l’histoire till höger och Collines de Gatineau i bakgrunden.

| Namn          | Folkmängd | Area (km²) | Befolkningstäthet (invånare/km²) |
| ------------- | --------- | ---------- | -------------------------------- |
| Aylmer        | 74 750    | 87,95      | 849,9                            |
| Buckingham    | 12 795    | 16,23      | 788,3                            |
| Gatineau      | 117 920   | 136,55     | 863,6                            |
| Hull          | 72 410    | 37,49      | 1 931,3                          |
| Masson-Angers | 13 165    | 65,94      | 199,7                            |

### Tätorter
Tätbebyggelsen i Aylmer, Hull och stadsdelen Gatineau ingår i tätorten (centre de population) Ottawa-Gatineau. Buckingham (med Masson) och Angers bildar separata tätorter.
| Namn             | Folkmängd | Landarea (km²) | Befolkningstäthet (invånare/km²) |
| ---------------- | --------- | -------------- | -------------------------------- |
| Ottawa-Gatineau  | 1 068 821 | 549,49         | 1 945,1                          |
| – varav i Québec | 271 569   | 192,31         | 1 412,1                          |
| Buckingham       | 17 407    | 19,74          | 881,7                            |
| Angers           | 7 259     | 4,76           | 1 524,2                          |

## Historia
Området som sedan 2002 är Gatineau har haft någon form av gemensam lokal förvaltning sedan 1969. Då bildades Communauté régionale de l'Outaouais (CRO) av Comté de Hull och delar av flera angränsande countyn (Pontiac, Gatineau och Papineau). Denna enhet omfattade kommunerna i det som skulle bli sekundärkommunen (municipalité régionale de comté) Les Collines-de-l'Outaouais och dagens Gatineau.
1975 genomfördes många kommunsammanslagningar i CRO-området. Gatineau, som tidigare varit en liten stad, utvidgades med städerna Pointe-Gatineau och Touraine, bykommunen Templeton samt kommunerna Templeton-Ouest, Templeton-Est och Templeton-Est-Partie-Est. Även Aylmer och Buckingham kom att omfatta mycket större områden än tidigare. I Buckinghams fall avskildes de införlivade områdena igen 1980 i form av kommunerna Notre-Dame-de-la-Salette, Ange-Gardien och Masson. Masson blev staden Masson-Angers 1992. Cantley avskildes från Gatineau 1989.
CRO delades 1991 då den norra, lantligare delen blev Les Collines-de-l'Outaouais och återstoden bytte namn till Communauté urbaine de l'Outaouais (CUO). De fem städerna i CUO slogs ihop till Gatineau 1 januari 2002. Separatisterna, Parti Québécois, som då hade makten, ansåg "Gatineau" vara ett mer representativt och, framför allt, franskt namn än "Hull" för den nya staden.[källa behövs] Dessutom hade många landmärken redan namn som knöt dem till Gatineau, till exempel "Parc de la Gatineau" nordväst om staden och Gatineaufloden mellan Gatineau och Hull. Invånarna själva[källa behövs] hade snarare önskat sig namnet "Hull-Gatineau". Det liberala partiet som sedan tog makten genomförde 20 juni 2004 en folkomröstning där invånarna i de olika stadsdelarna fick chansen att välja om de skulle lämna Gatineau. Valdeltagandet var emellertid lågt och ingen tillräcklig majoritet uppnåddes.

## Kommunikationer

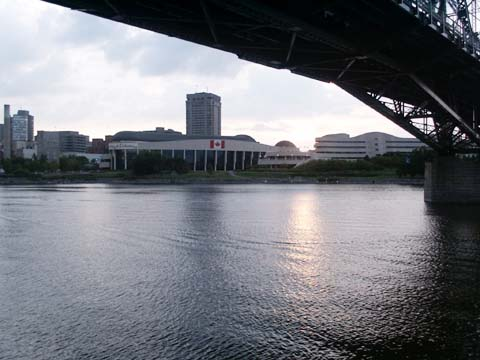
Musée canadien de l’histoire från ett fartyg på Ottawafloden.

Gatineau Airport ligger i Gatineau. Flygplatsen är stor nog för att kunna ta emot mindre jetflygplan. Försök med fasta flygförbindelser till Gatineau har dock inte fallit väl ut.
Ottawa och Gatineau har två tydligt åtskilda infrastrukturer. Busstrafiken erbjuder få möjligheter att ta sig från den ena staden till den andra och olika färdavgifter gäller på var sin sida om floden. Många huvudgator och motorvägar i Gatineau ansluter direkt till de broar som sträcker sig över floden, men på Ottawasidan leder dessa trafikleder direkt in i Ottawas tätbebyggda centrum eller in i något bostadsområde utan direkt anslutning till Ontarios motorvägssystem.
Eftersom Québec dessutom länge saknade en motorvägsförbindelse mellan Gatineau och Montréal, valde många trafikanter att först ta sig över till Ottawa för att där utnyttja Ontarios motorvägssystem österut till Montréal.

## Kultur

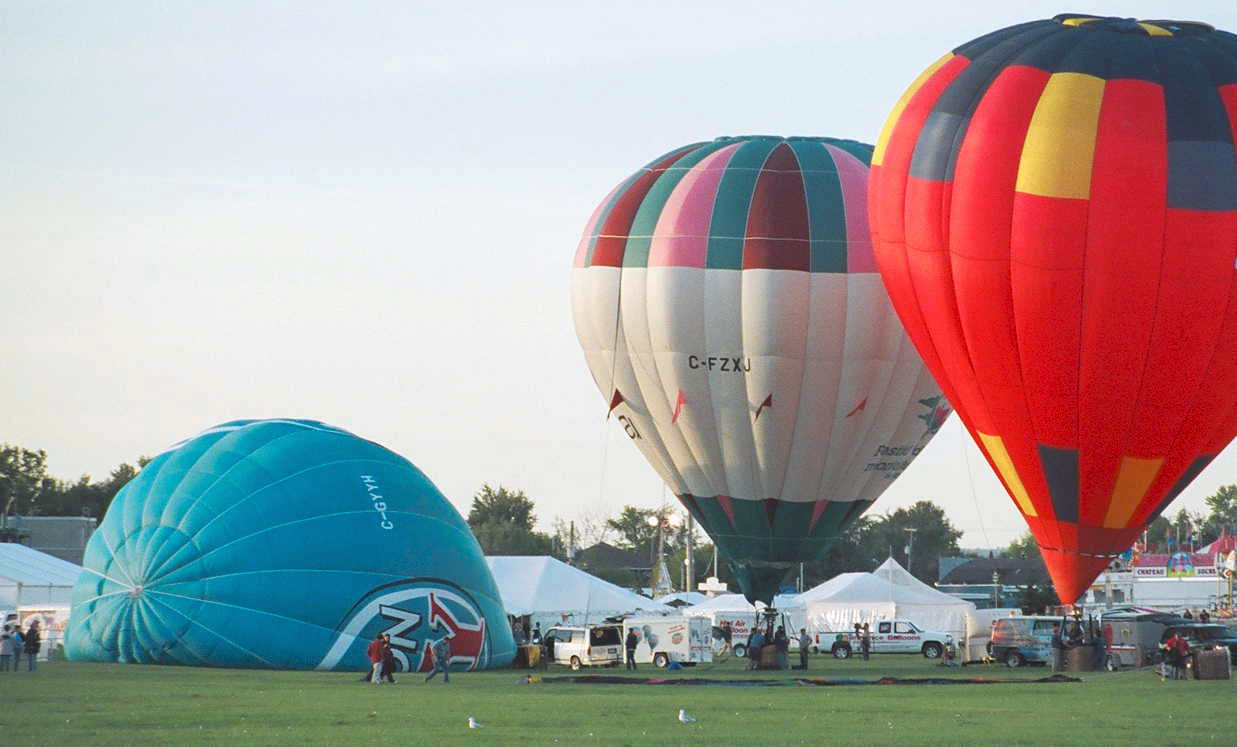
Varmluftsballonger i parken.

I slutet av augusti och början av september hålls den årliga luftballongsfestivalen då himlen över staden fylls av färgglada varmluftsballonger.
Gatineaus viktigaste turistattraktioner är Musée canadien de l’histoire och Casino du Lac Leamy. I Gatineau har Université du Québec ett campus, Université du Québec en Outaouais (UQO).